# Corbellaria
Corbellaria is een geslacht van weekdieren uit de klasse van de Gastropoda (slakken).

## Soorten
- Corbellaria celtiberica Callot-Girardi & Boeters, 2012